# Beren Saat
Beren Saat (Ankara, 26 februari 1984) is een Turkse actrice.